# Poa telata
Poa telata är en gräsart som beskrevs av Jan Frederik Veldkamp. Poa telata ingår i släktet gröen, och familjen gräs. Inga underarter finns listade i Catalogue of Life.